# Holte (Stadskanaal)
Holte is een buurtschap in de gemeente Stadskanaal in de provincie Groningen. Holte telde in 2007 140 inwoners. Het ligt in het uiterste noorden van de gemeente, iets boven Onstwedde. Tussen Holte en Onstwedde ligt de Onstwedder Holte, een verhoging in het landschap die dateert uit het Saalien. De naam Holte verwijst naar holt = hout, bos.
De buurtschap ontstond na de markescheiding van Onstwedde, toen nieuwe wegen door het veen werden aangelegd, waaraan huizen werden gebouwd. Het eerste huis van Holte verrees in 1836.
Dorpen:
Alteveer (deels) · Ceresdorp · Kopstukken · Mussel · Musselkanaal · Onstwedde · Smeerling · Stadskanaal

Gehuchten: Barlage · Blekslage · Braamberg · Höchte · Horsten · Sterenborg · Ter Wupping · Vledderhuizen · Vledderveen · Vosseberg

Buurtschappen: Höfte · Holte · Oomsberg · Tange · Ter Maarsch · Veenhuizen · Wessinghuizen

Kanalen: Stadskanaal · Musselkanaal · Mussel-Aa-kanaal      Bos: Dr. Hommesbos

Groningen: Steden en dorpen      Nederland: Provincies · Gemeenten